# Rete tranviaria di Monaco di Baviera
La rete tranviaria di Monaco di Baviera (in tedesco Straßenbahn München, localmente nota come Tram München) è la rete tranviaria che serve la città di Monaco di Baviera. È gestita dalla società Münchner Verkehrsgesellschaft (MVG) ed è integrata nel consorzio trasportistico Münchner Verkehrs- und Tarifverbund (MVV).

## Storia
Dopo la rinascita dell'immediato dopoguerra, l'ampliamento e l'esercizio della rete fino ai primi anni '70 la rete tranviaria della capitale bavarese ha visto nascere sotto i suoi occhi la nuova metropolitana. L'amministrazione comunale stava pianificando lo smantellamento, progressivo ma totale, delle tranvie, da sostituire con autolinee in modo da liberare le carreggiate e rendere più "fluido" il traffico automobilistico. In particolare il cambio di maggioranza comunale, passata alla CSU nel 1978, avviò questo processo, che avrebbe dovuto concludersi nel 1994 facendo scomparire i tram. Fra il 1975 e il 1983 furono soppresse numerose linee (1, 2, 4, 7, 8 e 9) smantellando in gran parte binari e linea aerea.
Dal 1986 inizia però l'inversione di tendenza, in modo rafforzato con il nuovo ribaltamento della maggioranza al governo della città nel 1993 (SPD e Verdi). In pratica si va ad una ricostruzione della rete tranviaria, ampiamente modernizzata sia per l'infrastruttura che per il materiale rotabile: vengono per esempio introdotti convogli a pianale ribassato.
Per questa via si arriva all'attuale rete di 79 chilometri e 13 linee.